# Путь (фильм, 2010)
«Путь» (англ. The Way) — авторский фильм Эмилио Эстевеса о путешествии четверых паломников по пути Св. Иакова, снятый в сотрудничестве со своим отцом — Мартином Шином. Премьера картины состоялась 10 сентября 2010 года на кинофестивале в Торонто, показ в кинотеатрах США — с 7 октября 2011 года.

## Сюжет
Пожилой американец Том Эйвери, офтальмолог из Калифорнии, приезжает в Сен-Жан-Пье-де-Пор (Франция) за телом своего единственного и строптивого сына Дэниэля, отправившегося в паломничество по знаменитому Пути Святого Иакова и погибшего во время бури в Пиренеях. Внезапно Том решает сам пройти пешком весь этот путь вместе с прахом и снаряжением своего сына.
Во время долгого и напряжённого путешествия, полного различных забавных случаев и злоключений, Том знакомится со множеством людей и находит себе трёх случайных спутников-пилигримов — Юста из Амстердама, Сару из Канады и писателя Джека из Ирландии. Их совместное странствие, переросшее в настоящую дружбу, заканчивается на берегу Атлантики, в районе Мухия. Каждый из них решился на паломничество по своим причинам, но по завершении пути все они приобрели нечто большее, чем ожидали вначале.

## В ролях
| Актёр                | Роль           |
| -------------------- | -------------- |
| Мартин Шин           | Том Эйвори     |
| Эмилио Эстевес       | Дэниэль Эйвори |
| Дебора Кара Ангер    | Сара           |
| Джеймс Несбитт       | Джек           |
| Йорик ван Вагенинген | Юст            |
| Чеки Карио           | капитан Анри   |
| Спенсер Гаррет       | Фил            |
| Анхела Молина        | Анхелика       |
| Карлос Леаль         | Джин           |
| Симон Андреу         | дон Сантьяго   |
| Антонио Хиль         | Ишмаил         |
| Эусебио Ласаро       | Эль Рамон      |
| Санти Прего          | Мигель         |
| Хуана Диас           | Карла          |

## Дополнительные факты
- Идея создания фильма появилась у Эмилио после того, как его сын Тайлер, путешествуя на машине вместе с дедушкой, Мартином Шином, по пути Святого Иакова в 2003 году, познакомился там со своей будущей женой[1][2].
- Съёмки начались 21 сентября 2009 года и продолжались в течение 40 суток. По пути Святого Иакова было пройдено в общей сложности около 350 км. Все сцены снимались «на натуре», ночью — при свете свечей и костра[3].
- Перед титрами в финале картины имеется посвящение: «Моему деду — Франсиско Эстевесу (1898—1974)».